# Vanessa altissima
Vanessa altissima ist ein Schmetterling (Tagfalter) der Gattung Vanessa aus der Familie der Edelfalter (Nymphalidae), der in den Hochlagen Südamerikas vorkommt.

## Merkmale
Vanessa altissima hat eine Vorderflügellänge von 19 bis 29 Millimetern. Sie sieht dem Amerikanischen Distelfalter C. virginiensis und V. braziliensis sehr ähnlich. Die beiden kleinen apikalen Flecke am Außenrand der Vorderflügel sind weiß wie bei C. virginiensis, bei V. braziliensis ist der zweite im Zwischenraum M1 bläulich. Dagegen hat sie mehr weiß am Rand des marginalen blauen Bandes und am Rand des schwarzen Balkens zwischen Costalader und Zelle fehlt der weiße Rand wie bei V. braziliensis. Die zwei submarginalen Augenflecke auf dem Hinterflügel sind kleiner als bei C. virginiensis. Sie unterscheidet sich von allen anderen Arten dadurch, dass das dunkle Band über der Mitte des Hinterflügels nicht über die Zwischenräume M2 und M3 hinausgeht.

## Geographische Verbreitung und Lebensraum
Vanessa altissima kommt nur in den Hochlagen der Anden von Ecuador, Peru und Bolivien vor. Die Raupen ernähren sich wahrscheinlich von Korbblütlern (Compositae).

## Synonyme
- Pyrameis huntera altissima